# Rudy Barrientos
Rudy Ronaldo Barrientos Reyes (Morales, Izabal 1 de marzo de 1999) es un futbolista guatemalteco, que se desempeña mediocampista en el Municipal de la Liga Nacional.

## Trayectoria
Barrientos, ex canterano del desaparecido Deportivo Zacapa, se incorporó a Guastatoya en 2015 donde debutó el 26 de febrero de 2017 ante el Deportivo Malacateco.
En junio de 2019 Barrientos se incorporó a Municipal. Estaba bajo un contrato de entrenamiento con Guastatoya en ese momento y la firma se hizo sin su conocimiento. Guastatoya luego demandó tanto a Municipal como a Barrientos en la Federación Nacional de Fútbol de Guatemala.

## Selección nacional
Barrientos fue capitán de la selección nacional sub-20 en el Campeonato Sub-20 de la Concacaf de 2018, también formó parte del equipo sub-23 en el Torneo Esperanzas de Toulon de 2019.
Barrientos hizo su debut en la selección absoluta de Guatemala el 17 de noviembre de 2019 en una victoria por 5-0 en la Liga de Naciones de Concacaf contra la Selección de fútbol de Puerto Rico, anotó su primer gol internacional cuatro días después en la victoria 8-0 en un amistoso contra la Selección de fútbol de Antigua y Barbuda.
- Datos: Q103916385